# Vitanjsko Skomarje
Vitanjsko Skomarje – wieś w Słowenii, w gminie Vitanje. W 2018 roku liczyła 81 mieszkańców.